# Samuel Hearne
Samuel Hearne, född 1745 i London, död 1792 i London, var en engelsk upptäcktsresande, pälshandlare och författare. Han är känd för sina upptäcktsresor i norra Kanada.

## Biografi

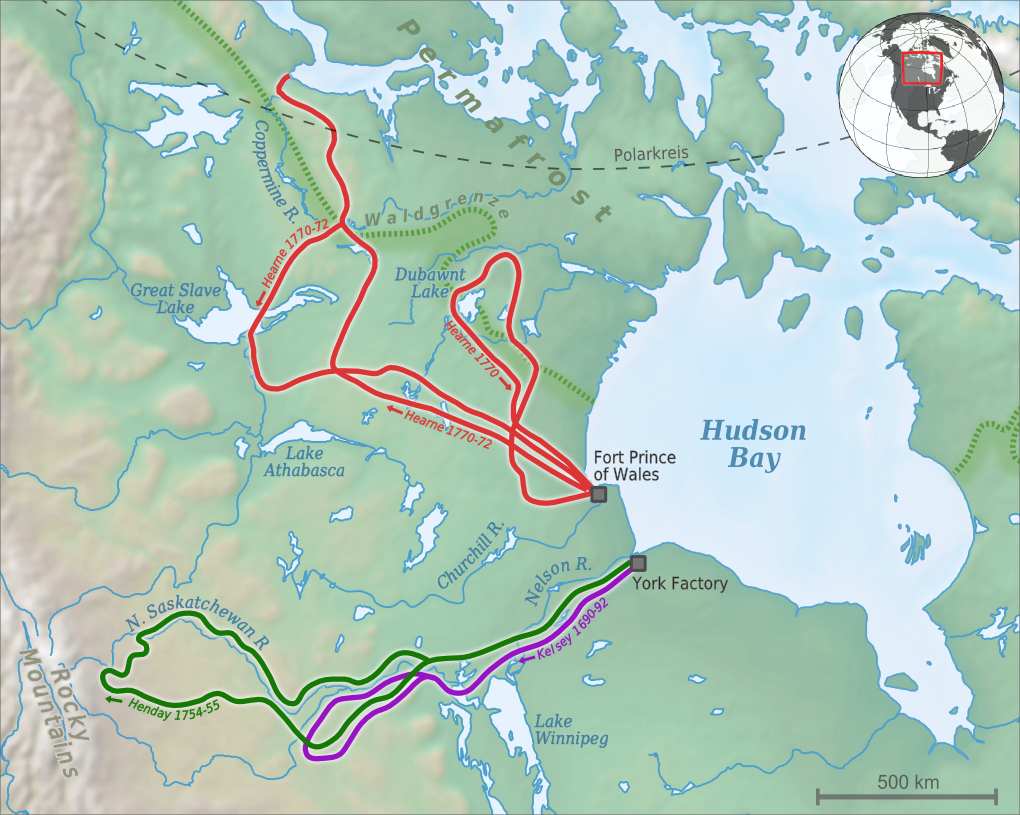
Samuel Hearnes upptäcktsfärder visas i rött.

Hearne tillhörde Royal Navy 1756–1763 och deltog i Sjuårskriget. År 1766 tog han anställning hos Hudson's Bay Company på slupen Churchill som handlade med inuiterna. Han fick även erfarenheter av arktisk valfångst på brigantinen Charlotte. Hudson Bay-kompaniet hade genom amerikanska urfolk fått reda på att det fanns en flod nordväst om Hudson Bay med kopparfyndigheter. Man beslutade sända ut en expedition och den unge Samuel Hearne fick överraskande uppdraget. Den första expeditionen lämnade Fort Prince of Wales vid Churchillflodens mynning i Hudson Bay den 6 november 1769, men den anlitade guiden avvek kort därefter och expeditionen fick återvända. Nästa försök gjordes den 23 februari 1770, med guiden Conneequese som påstods ha varit i närheten av "Coppermine". Han tappade dock orienteringen på Nordvästterritoriernas vidder efter några månaders vandring. Expeditionen återkom till Fort Prince of Wales 25 november 1770.
Inför den tredje expeditionen insisterade Hearne på att själv få välja guide. Han valde Matonabbee som verkligen kände till vägen till "Coppermine" och hade gott anseende bland stammarna längs vägen. Redan den 7 december 1770 avgick expeditionen. Blott 12 dagar efter att Hearne återkommit från den förra.